# Порцеляна Веджвуд
53°01′22″ пн. ш. 2°11′40″ зх. д. / 53.022777777778° пн. ш. 2.1944444444444° зх. д.

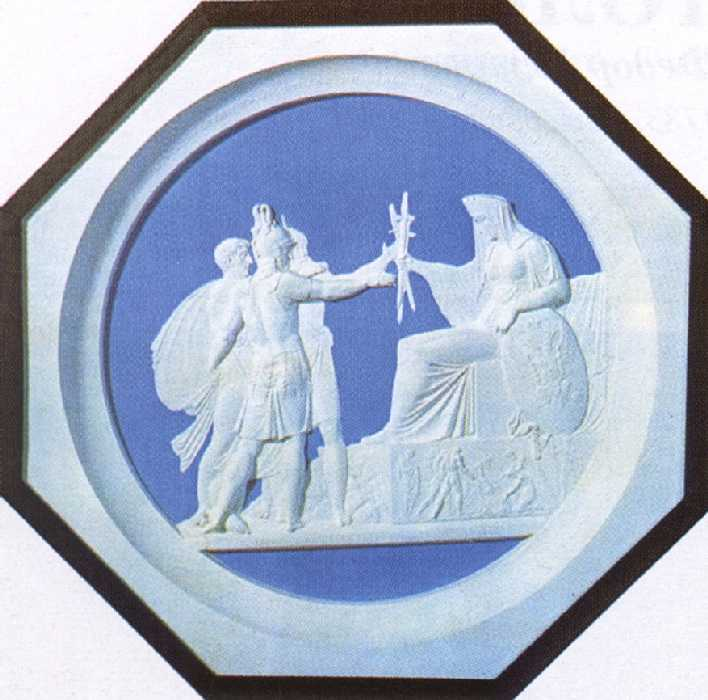
Медальйон на тему війни 1812 р. Скульптор Ф. Толстой, представник російського академізму. Порцеляна Веджвуд

Порцеляна «Веджвуд» (англ. Wedgwood, Josiah  Wedgwood and Sons) — порцеляна, яку виготовляла фірма «Джозайя Веджвуд і сини». Відома англійська торговельна марка.

## Заснування

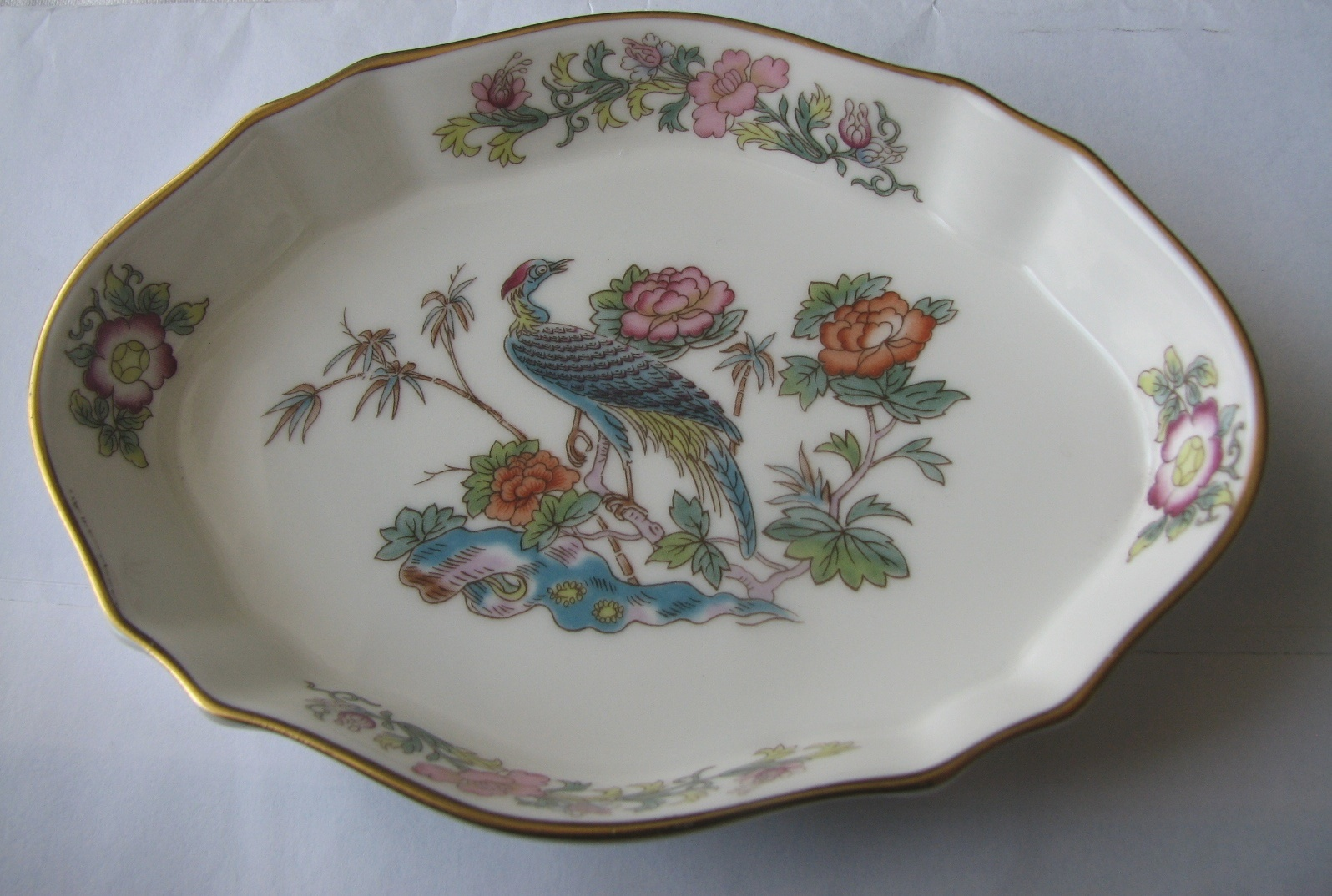

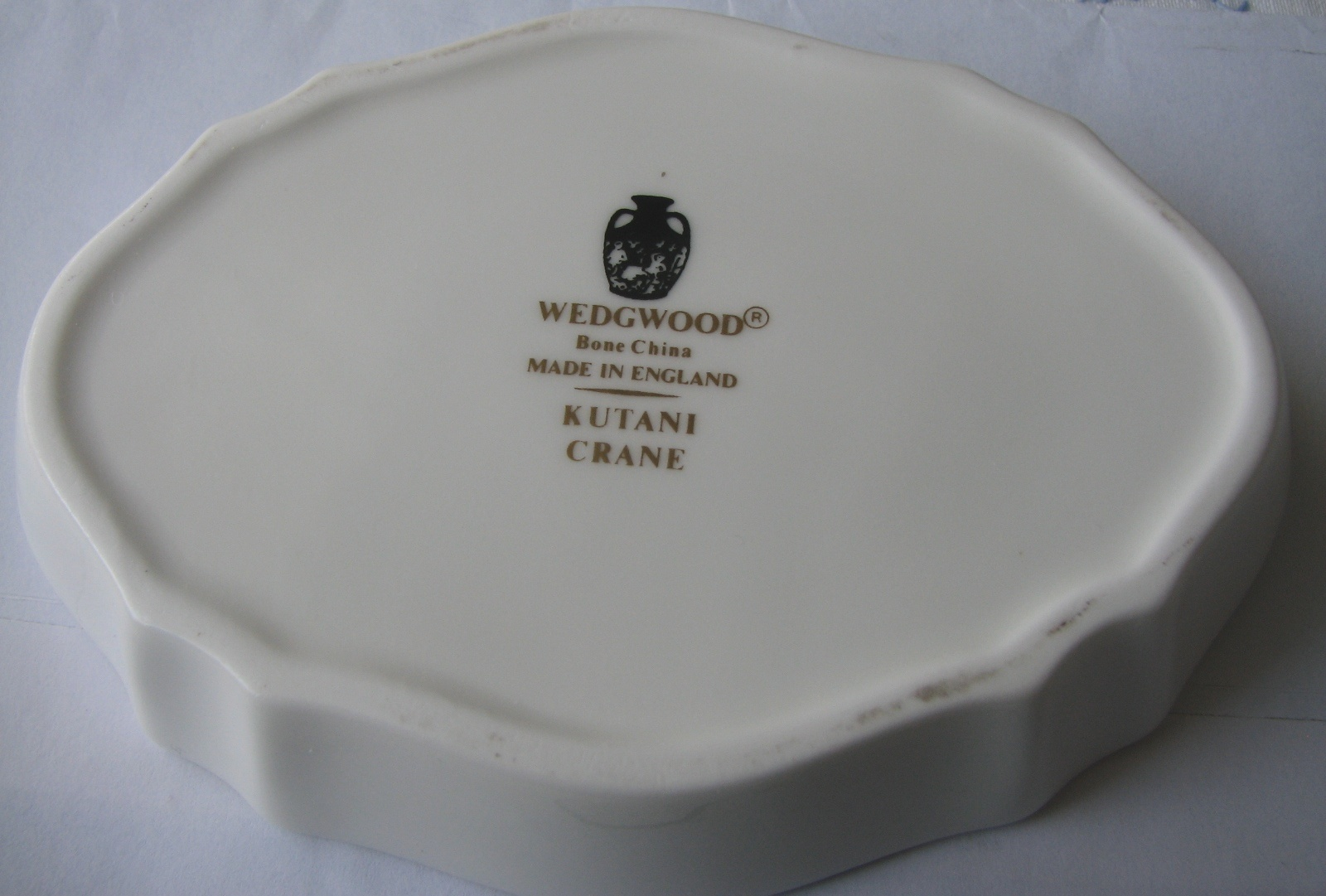

Фірму заснував британський кераміст Джозайя Веджвуд 1 травня 1759 року. 18 століття аристократія в Європі сильно захоплювалася порцеляною. Виникають порцелянові мануфактури у Німеччині, Франції, Російській імперії, Австрії, трохи перегодом в Угорщині, Україні в складі Польщі (Городище, Корець).
Веджвуд — не єдина порцелянова мануфактура Великої Британії 18 століття. Працювали також мануфактури в
- Челсі
- Бау
- Дербі
- Вустері тощо.

Мануфактура Веджвуд зайняла провідне місце після уваги, яке приділяла її виробам королева Великої Британії. Це викликало моду на її порцеляну.

## Дещо про Веджвуда

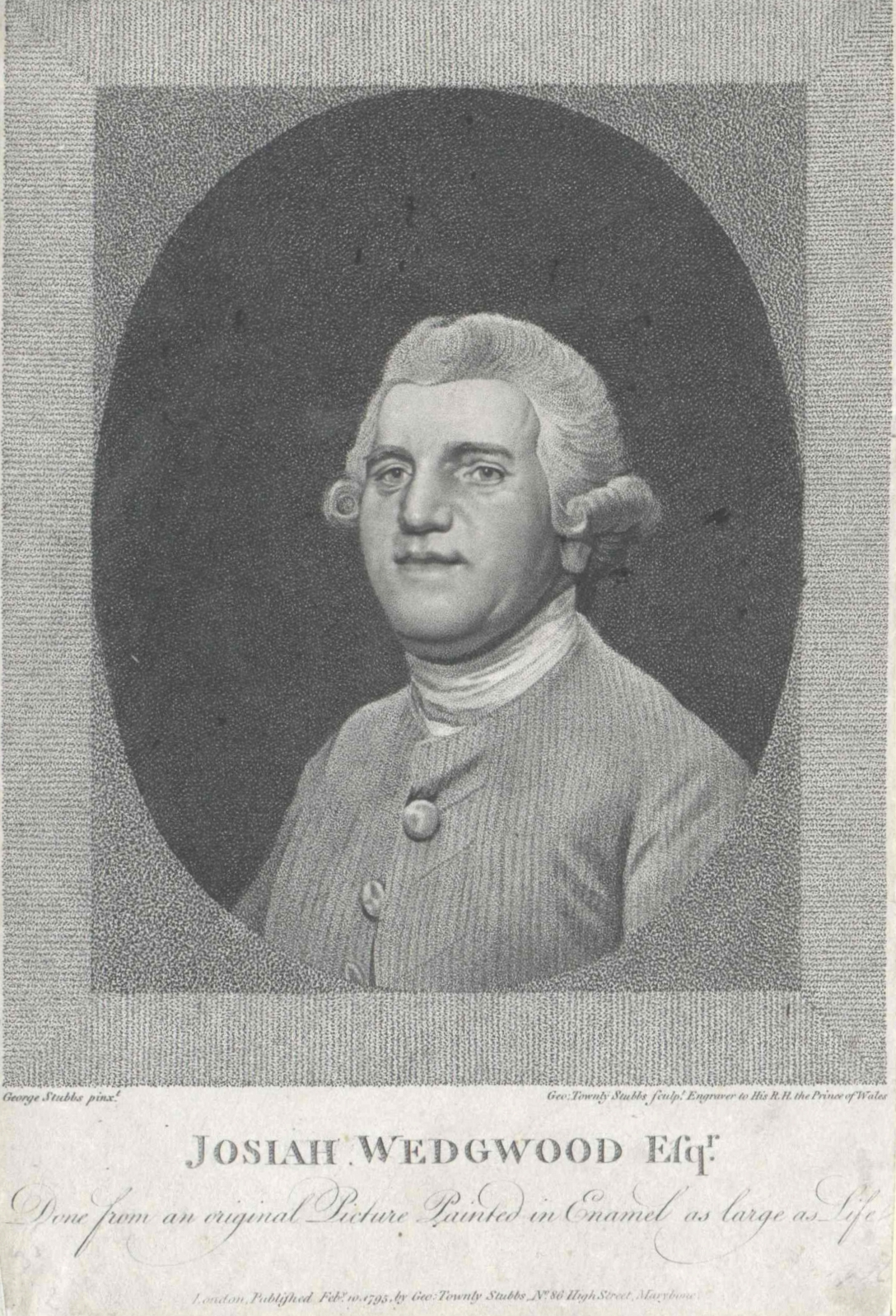
Гравер Джордж Стабс, Джозайя Веджвуд.

Джозайя Веджвуд (1730—1795) — походив з родини керамістів. Своєму старшому братові у справах він почав допомагати у віці 10 років. Важко переніс віспу, яка викликала жах у 18 столітті через смертельну небезпеку чи інвалідизацію. Важкі наслідки мав і Джозайя. Він залишився живим, але лікарі відтяли йому одну ногу. Через інвалідність Джозайя Веджвуд не міг сам працювати за гончарним кругом. Тому зосередився на управлінні та теоретичних питаннях виробництва. Він залучив до розробок технологій Томаса Вілдона, якого схильні вважати одним із найкращих керамістів Британії середини 18 століття.
Уже через рік після заснування фірми, Джозайя Веджвуд отримав дозвіл на будівництво в графстві Стаффордшир заводу, що пізніше отримав назву Етрурія (у 20 столітті — передмістя міста Сток-он-Трент). Зацікавлений в прибутках і відкритий до новацій Веджвуд почав використовувати нові технологічні вдосконалення, за які у 1783 році був прийнятий до членів Королівського наукового товариства.

### Зразки порцеляни Веджвуд

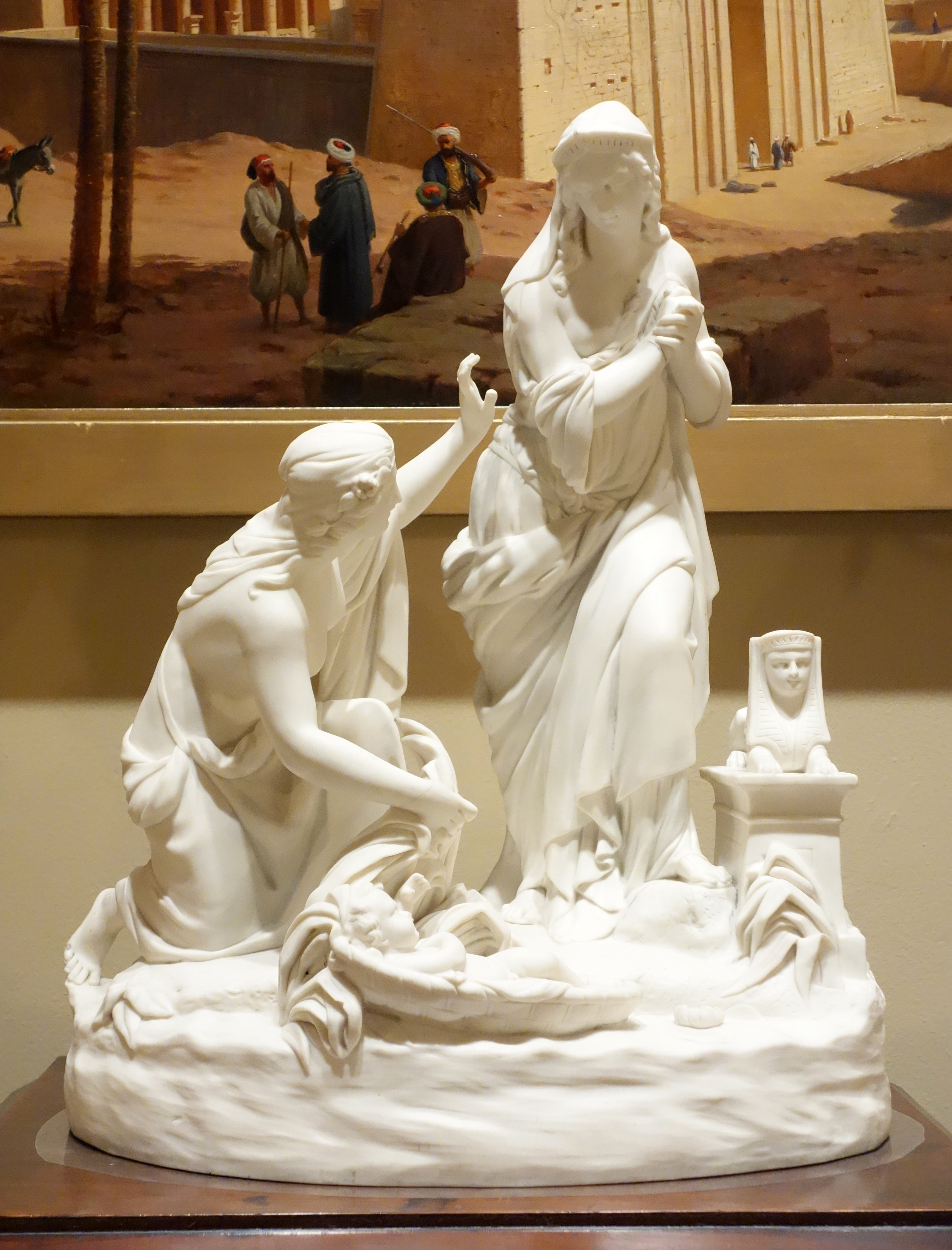
Вільям Бітті. «Донька фараона знайшла кошик з Мойсеєм малюком», до 1860 р. Бруклінський музей, Нью-Йорк.

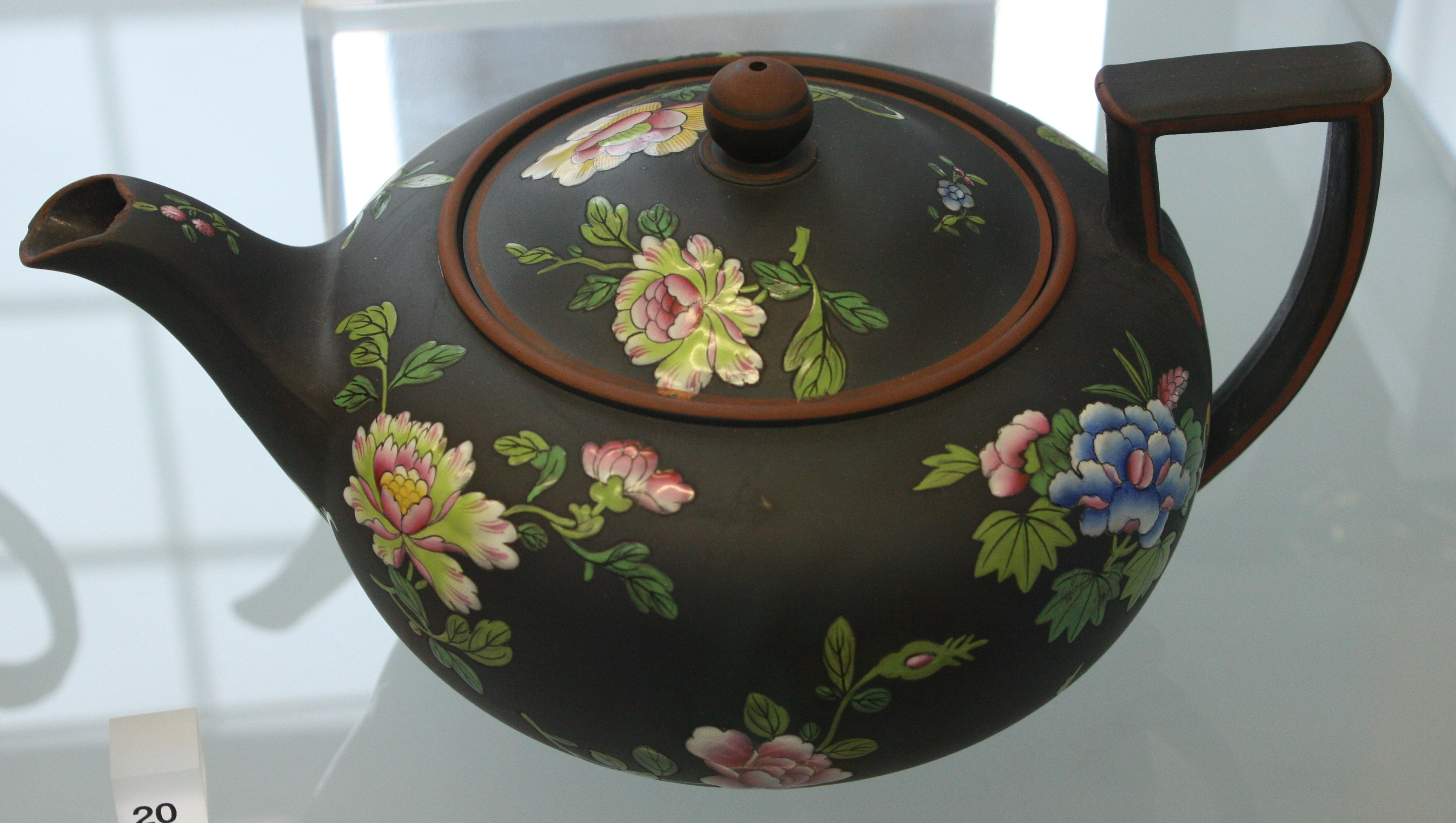
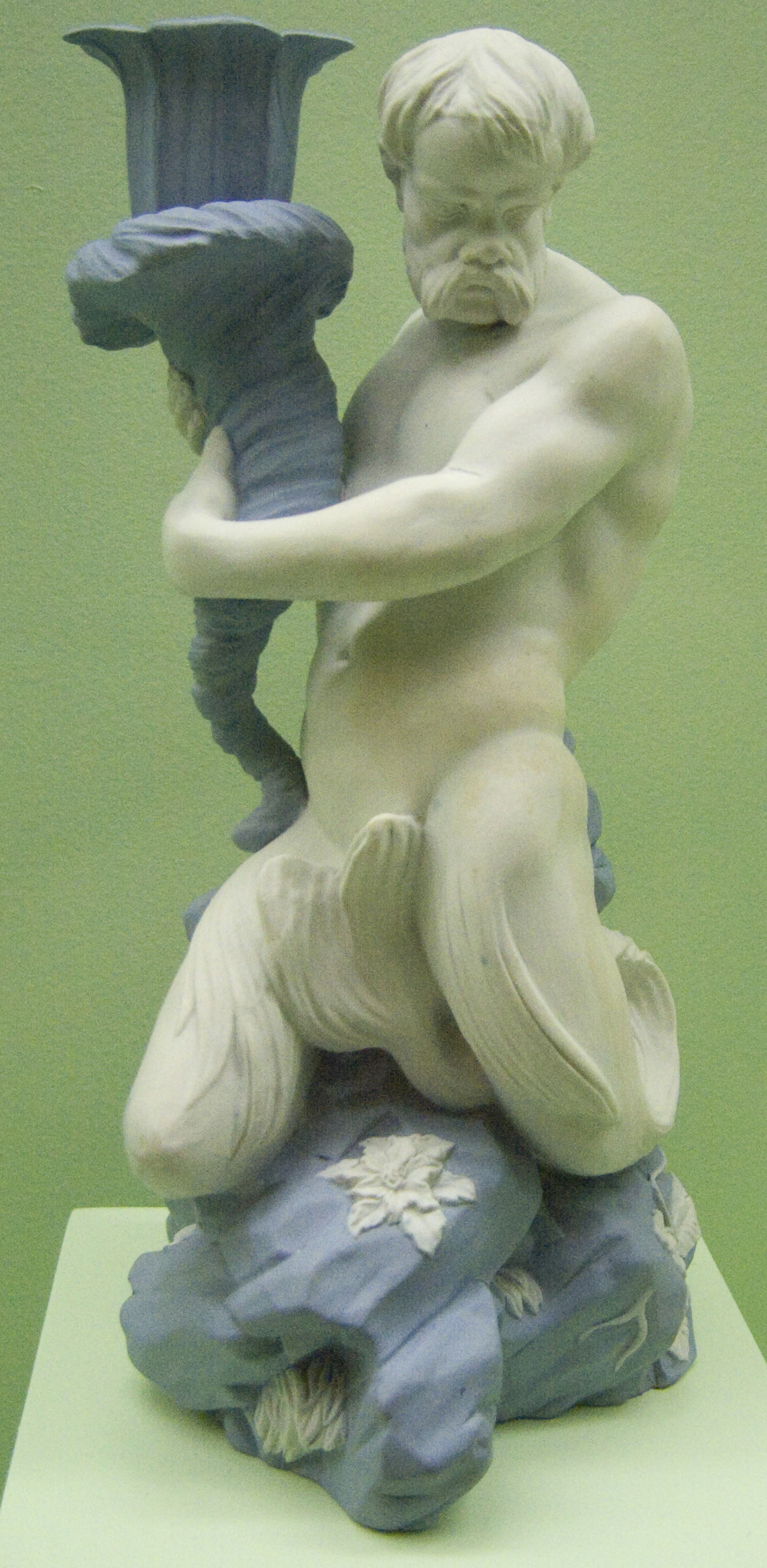
Підсвічник Тритон, 1773 р.
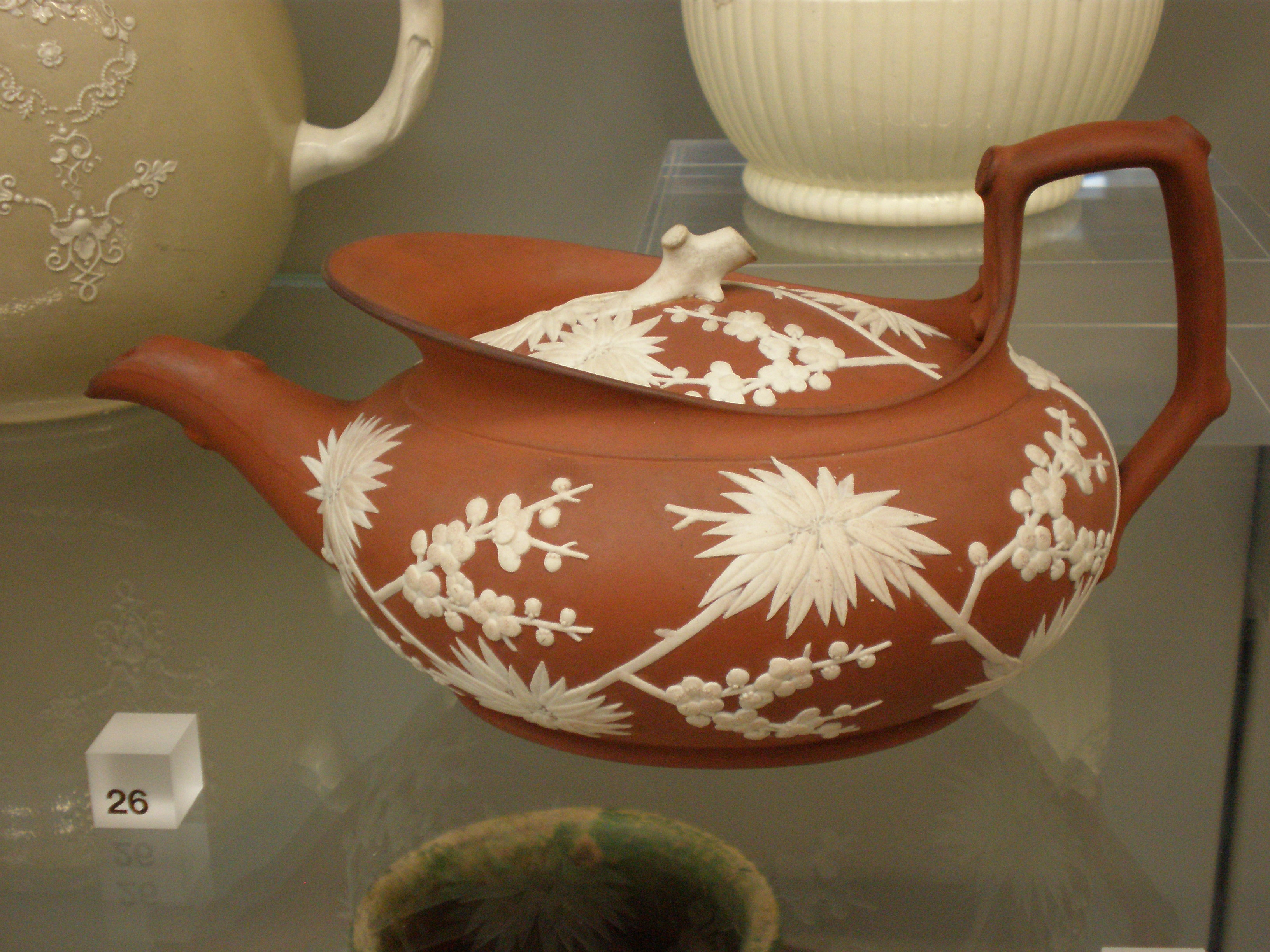
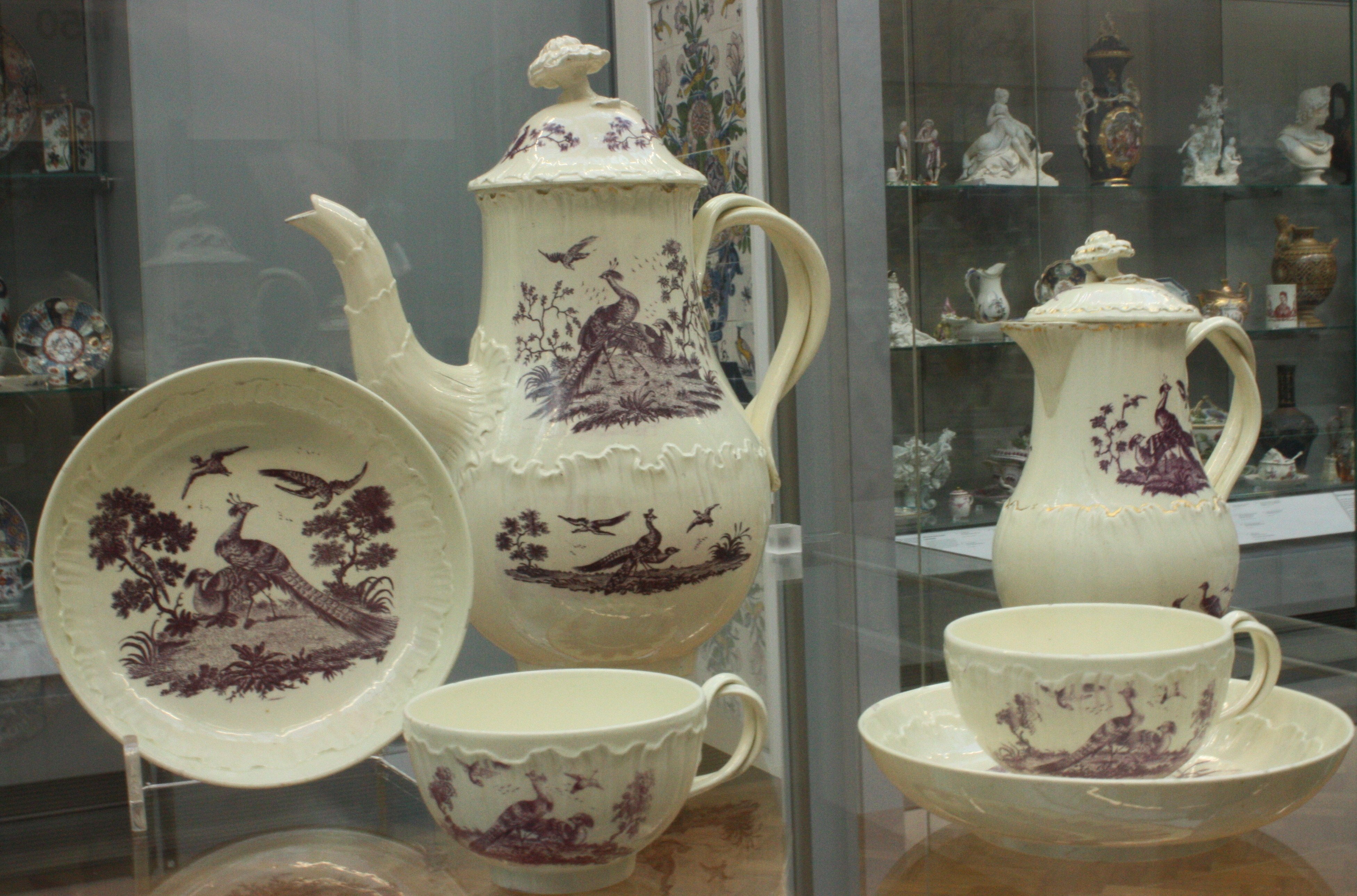

## Особливості

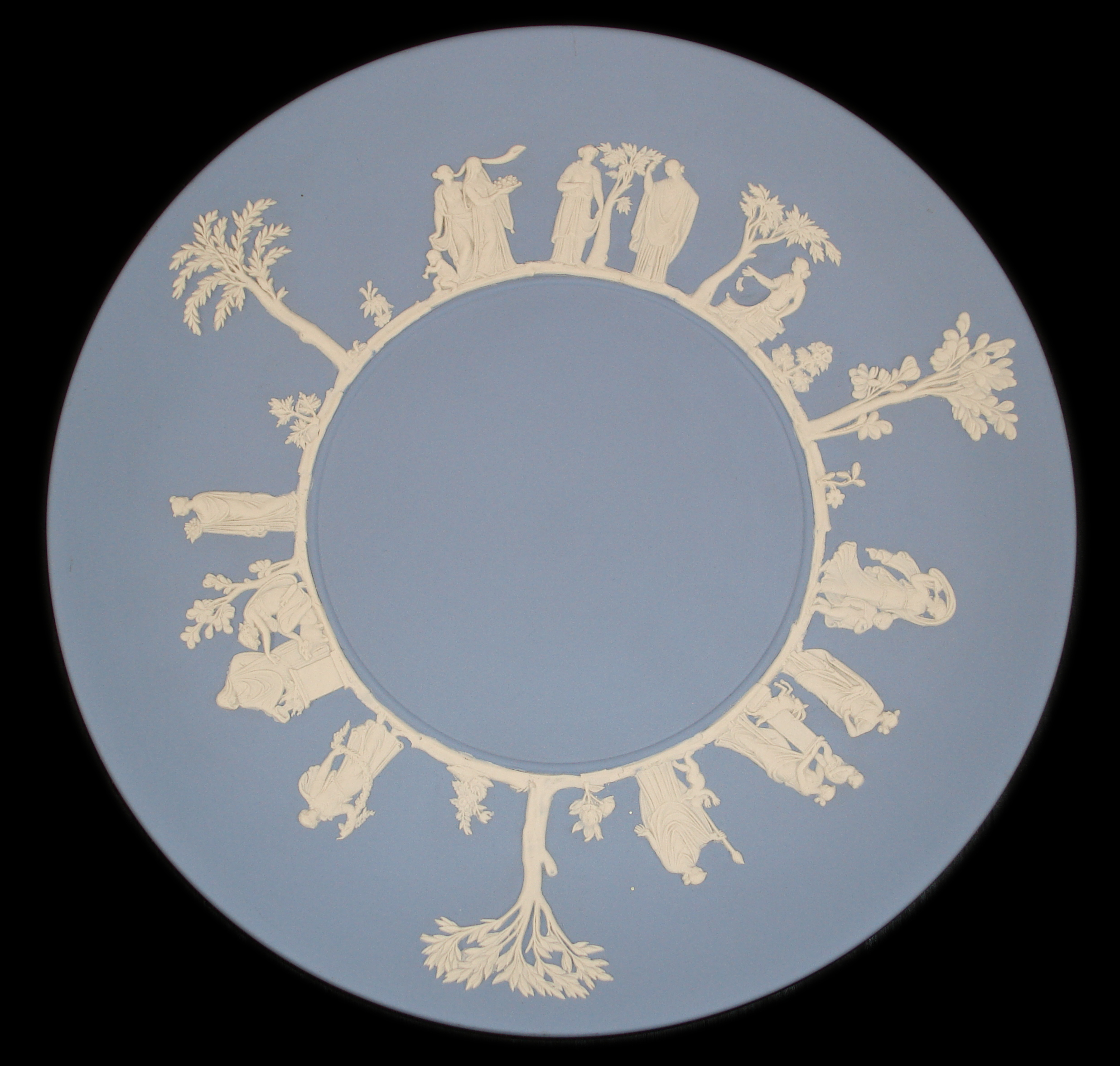

Успішні намагання зберігати секрети національної технології порцелянового виробництва в Європі спонукали англійців шукати власні рецепти суміші. Було віднайдено декілька рецептів, що не були схожі на рецепти інших мануфактур. На заводі Веджвуд почали використовувати національні рецепти, що відразу обумовило надзвичайну індивідуальність виробів мануфактури і їхню абсолютну несхожість на порцеляну з континенту. Це була порцеляна з так званих базальтових, агатових, яшмових, черепахових мас.
Фірмовою маркою Веджвуд стала порцеляна блідно-блакитного кольору без блиску з білими рельєфами на класицистичні теми. Мав попит і навмисно небілий фаянс Веджвуда жовтуватого молока з одноколірним малюнком відомих замків Великої Британії.

## Порцеляна Веджвуд в 20 столітті
З 1906 року в місті Сток-он-Трент засновано Веджвуд-музей.
З 1987 року фірма була об'єднана з виробництвом кришталю Вотерфорд Кристал і отримала нову назву «Вотерфорд Веджвуд».